# PCManFM
PCMan File Manager (PCManFM) este  un manager de fișiere (aplicație de gestionare a fișierelor) pentru GNU/Linux dezvoltat de Hong Jen Yee din Taiwan. Publicat sub licența publică generală GNU, PCManFM este software open source și respectă specificațiile Freedesktop.org pentru interoperabilitate în software-ul liber. PCManFM este bazat pe Qt și, de asemenea, managerul standard de fișiere din mediul grafic LXDE,  dezvoltat de același autor. 

PCManFM este inclus implicit în distribuții cum ar fi Lubuntu, Bodhi Linux, LXLE Linux și majoritatea distribuțiilor GNU/Linux care oferă mediul desktop LXDE.

## Istoric
PCManFM a fost lansat în 2006 ca primă componentă a mediului desktop LXDE. În 2010, PCManFM a fost rescris de la zero pentru lansarea versiunii 1.0 (PCManFM2, versiuni ≥0.9). Aceste versiuni includ suport pentru sistemul de fișiere virtuale Gnome.
Prima versiune a PCManFM bazată pe Qt, a fost lansată pe 26 martie 2013. Ultima versiune este 1.2.5, din 12 decembrie 2016.

## Caracteristici
Caracteristicile PCManFM includ:
- gestionarea desktopului - afișare de icoane pe desktop și imagini de fundal
- lucrul cu mai multe tab-uri
- vizualizare cu pictograme (compactă, detaliată a listei și vizualizare miniatură)
- pictograme pe desktop
- navigare prin fișiere
- asocierea fișierelor (aplicație implicită)
- suportul pentru sistemul gnome virtual (GVfs)
- drag and drop
- bookmarks
- suportul inotify (experimental)
- furnizează o vedere arborescentă a directoarelor
- este multilingual [2]